# Ernst Hugo Correll
Ernst Hugo Correll (* 9. Juni 1882 in Neubreisach, Elsass, Deutsches Reich; † 3. September 1942 in Garmisch-Partenkirchen) war ein deutscher Filmproduzent.

## Leben und Arbeit
Nach dem Besuch des humanistischen Gymnasiums in Schlettstadt und Mannheim absolvierte Ernst Hugo Correll seine Militärzeit und schloss sie als Leutnant ab. Danach arbeitete er am Ministerium für Justiz und Kultus in Elsaß-Lothringen und wurde schließlich Amtsanwalt. Im Ersten Weltkrieg kämpfte er als Oberleutnant der Landwehr an der Westfront, wurde mit dem Eisernen Kreuz 1. und 2. Klasse ausgezeichnet und als Rittmeister entlassen.
1919 wurde er Geschäftsführer bei der M. Lewin GmbH in Frankfurt am Main, die kurz darauf eine Zweigniederlassung in Berlin eröffnete (Im August 1921 erfolgte die Umfirmierung in die Capitol-Film GmbH). Gemeinsam mit dem italienischen Schauspieler Luciano Albertini gründete Correll im Februar 1921 die Albertini-Film GmbH (1921–1925). An der Gründung der Phoebus-Film AG im Jahr 1922 beteiligte er sich als Aktionär und wurde einer der vier Vorstandsmitglieder. Als Nachfolgefirma der Albertini-Film gründete Correll die Phoebus-Palast GmbH, die er bis zum Dezember 1926 leitete. Als Kinobetreiber betätigte er sich auch mit der Germania-Palast-Lichtspiele GmbH (1926–1933), die er 1926 gemeinsam mit Wilhelm Elbe gegründet hatte.
Die Phoebus, der Correll von Juni 1926 an als alleiniger Direktor vorstand, entwickelte sich unter seinem Management zu einem der führenden Unternehmen der Branche. Gleichzeitig bemühte Correll sich um einen Zusammenschluss der Produzenten mit dem Ziel, die Qualität der Produktionen zu erhöhen; im neu gegründeten Verband der Filmindustriellen e. V. übernahm er die Position des Ersten Vorsitzenden. Später gehörte er auch dem Vorstand der SPIO an. Als einer der ersten deutschen Filmmanager unternahm er zwischen 1922 und 1927 Studienreisen nach Hollywood, aber auch nach Italien, Frankreich, England und Skandinavien. Im August 1927 geriet die Phoebus in Verruf, als im Zuge der so genannten Lohmann-Affäre durch Pressemeldungen bekannt wurde, dass die durch die Inflation inzwischen geschwächte Firma jahrelang durch Kredite der Reichsregierung gestützt worden war, um geheime Rüstungsprojekte zu finanzieren.
Für Correll hatte dies keine langfristigen Folgen. Im Februar 1928 wurde er in den Vorstand der UFA berufen, um als Produktionsdirektor die nach der Übernahme durch die Hugenberg-Gruppe überfällige Neustrukturierung mitzutragen. Der große Erfolg, den die Ufa bei der Umstellung auf den Tonfilm (1929/30) hatte, war dabei nicht zuletzt Corrells Verdienst. 1931 entstand der einzige Film, den Correll eigenhändig produzieren sollte: Der patriotische Soldatenfilm Yorck.
Nach der Machtergreifung der Nationalsozialisten blieb Correll in allen Ämtern. Am 17. April 1934 wurde er vom Reichsjustizkommissar zum Mitglied der Akademie für Deutsches Recht ernannt und 1938 erhielt er einen Lehrauftrag an der neu gegründeten Deutschen Filmakademie Babelsberg. Gleichzeitig traf das Reichsministerium für Volksaufklärung und Propaganda jedoch auch Vorkehrungen, um Corrells Einfluss innerhalb der Ufa zurückzudrängen. Seit Mai 1937 war ein von Joseph Goebbels eingesetzter und gesteuerter „Kunstausschuss“ für die Programmplanung der Ufa zuständig, und nachdem Correll sich weigerte, der NSDAP beizutreten, wurde er im Februar 1939 als Vorstandsmitglied und Produktionsleiter entlassen. Er starb drei Jahre später an einer Herzembolie.
Ernst Hugo Correll war seit 1907 mit Lena Bürkmann verheiratet. Ihr Sohn Hans wurde Rechtsanwalt, ihre Tochter Margarete Opern- und Kammersängerin. Seine Grabstätte ist auf dem Friedhof Garmisch in Garmisch-Partenkirchen zu finden. Das Steinkreuz, das die Grabstätte ziert, wurde von Otto Hitzberger angefertigt, dessen Werke als „Entartete Kunst“ galten. 

## Film
Der Film Die Geliebte des Teufels (Regie Filip Renč) zeigt Ernst Hugo Correll als Förderer von Lída Baarová.